# Haderslebener Artikel

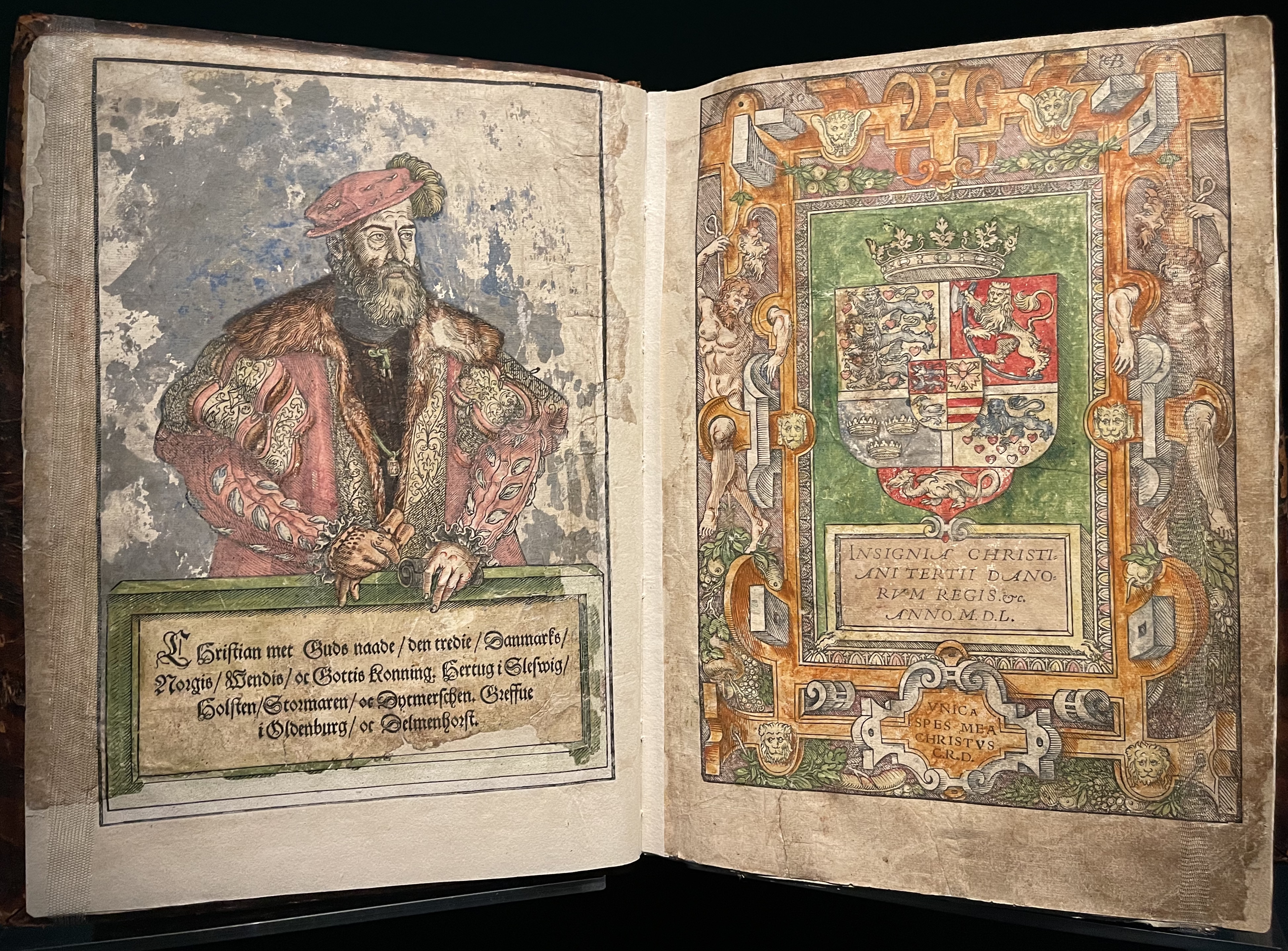
Christian III. auf dem Titel der von ihm in Auftrag gegebenen Übersetzung der Lutherbibel ins Dänische (1550)

Die Haderslebener Artikel von 1528 sind eine der ersten lutherischen Kirchenordnungen. Sie wurden von dem späteren dänischen König Christian III. in Hadersleben erlassen. Diese Sammlung von Regeln für die zukünftige Durchführung von Gottesdiensten bildete die Grundlage der Einführung der Reformation in Dänemark sowie in den Herzogtümern Schleswig und Holstein. „Die Reformation in Hadersleben war der frühe erfolgreiche Versuch der Einführung und dauerhaften Behauptung eines neuen, von einem Landesherrn bestimmten Kirchenwesens.“ Weil die Haderslebener Artikel die erste lutherische Kirchenordnung in Nordeuropa waren, wird Hadersleben auch „Wittenberg des Nordens“ genannt.

## Geschichte
Der Herzog von Schleswig und Holstein, Friedrich I., war nach der Absetzung seines Neffen Christian II. im Bordesholmer Vergleich 1522 zum König von Dänemark und Norwegen gekrönt worden. In seiner Handfeste musste er sich zur Unterstützung der Papstkirche gegen die Reformation verpflichten, tat jedoch wenig, um den wachsenden Einfluss der neuen Lehre einzudämmen. Stattdessen stellte er Hermann Tast und anderen lutherischen Predigern Schutzbriefe aus und verfügte 1526, dass die Abgaben der Kirchen nicht an die Kurie, sondern an die dänische Krone fließen sollten. Im selben Jahr begann er mit der Enteignung des hohen Klerus und befahl, dass auch die Kirche Steuern zahlen musste.
Um 1524 übergab der König seinem ältesten Sohn Christian die Ämter Hadersleben und Törning im Norden des Herzogtums Schleswig mit insgesamt 66 Kirchspielen als eigenen Regierungsbereich. Christian war bereits früh von seinem Hauslehrer, dem Wittenberger Wolfgang von Utenhof, im Sinne der Theologie Martin Luthers geprägt worden. Als 18-Jähriger hatte er auf seiner Deutschlandreise zusammen mit seinem Hofmeister Johann Rantzau 1521 den Reichstag in Worms besucht und Luther dort selbst erlebt, der ihn tief beeindruckte. Anders als sein Vater konnte der junge Herzog Christian seine Neigung zur lutherischen Lehre offen zeigen und begann sofort mit der Umsetzung in seinem Herrschaftsgebiet. Als erste Maßnahme setzte er den Dompropst in Hadersleben ab und löste das Kollegiatstift am Haderslebener Dom auf. Mit der Anordnung, dass der Bischof in Schleswig keinen Anteil an den kirchlichen Abgaben der beiden Ämter Hadersleben und Törning mehr bekommen sollte, löste er die Kirche seines Regierungsbereiches aus der bisherigen Kirchenorganisation heraus. Mit diesen Maßnahmen übernahm er selbst als weltlicher Landesherr das Kirchenregiment.
1526 berief er die Magdeburger Reformatoren Eberhard Weidensee und Johann Wenth, beide ehemalige Wittenberger Studenten, nach Hadersleben, die die Geistlichen auf dem Land in der neuen Lehre unterweisen sollten. Im selben Jahr beriefen die Reformatoren die Dorfgeistlichen zum ersten Mal nach Haderslevhus ein. Dieser Einladung war eine programmatische Schrift beigelegt, wahrscheinlich eine frühere Fassung der Haderslebener Artikel, die jedoch nicht erhalten ist. Die Geistlichen des Amtes Törning, die dem Bistum Ribe unterstanden, deren Bischof Iver Munk die Reformation scharf ablehnte, verweigerten sich dieser Einberufung. 1527 wurden die Bettelmönche aus Hadersleben vertrieben.
Für die Kirche dieses Kleinterritoriums wurden 1528 auf Anweisung Christians die Artickel vor de Kerckheren vp den Dorpern, die sogenannten Haderslebener Artikel, als Kirchenordnung für Landgeistliche und Rechtsgrundlage der Neuordnung der Kirche entworfen. Für deren Umsetzung wurden 1528 sämtlicher Pfarrherren erneut nach Hadersleben einberufen. Sie wurden examiniert und auf die Haderslebener Artikel als neue, lutherische Kirchenordnung, verpflichtet. Damit war die erste Kirchenordnung im Bereich der Herzogtümer erlassen und die erste lutherische Landeskirche errichtet, deren erster Superintendent Weidensee war. Für die einzelnen Harden wurden ausgewählte, vom Herzog berufene Prediger zu Pröpsten ernannt. Wendt leitete die erste Predigerschule, an der die (künftigen) Priester der neuen Landeskirche unterwiesen werden sollten, die aber auch lutherisch Gesinnte aus dem Rest der Herzogtümer und des Königreichs anzog.
Dadurch, dass 1528 alle bis dahin katholischen Dorfpriester ihr Amt behalten hatten und die Änderungen am äußeren Ablauf der Gottesdienste nur moderat war, gestaltete sich der Übergang zum Luthertum fließend.

## Inhalt
Die Haderslebener Artikel waren in niederdeutscher Sprache verfasst und wurden nicht gedruckt; die einzige erhaltene Handschrift befindet sich im Reichsarchiv in Kopenhagen. Sie enthält insgesamt 22 Artikel.
Hauptinhalt der Haderslebener Artikel war der Gottesdienst. Einzelne Artikel verfügten, dass die Gottesdienste in allen Kirchen nach einer einheitlichen Liturgie nach dem Vorbild der von Martin Luther entworfenen Deutschen Messe gefeiert werden sollten. Die Änderungen bezogen sich fast ausschließlich auf die theologischen Fragen, vor allem das Verständnis der Eucharistie, bei der Luther die katholische Transsubstantiationslehre ablehnte. Der äußerliche Ablauf des Gottesdienstes blieb davon fast unberührt. Die Messgewänder und der Großteil der lateinischen Gesänge wurden beibehalten. Die Sakramente sollten entsprechend der lutherischen Sakaramentauffassung gefeiert werden. Dazu gehörte das Verbot von Still- (Artikel 4) und Seelmessen (Artikel 5). Auch der Ablauf der Taufe, die ausdrücklich auf Dänisch vollzogen werden sollte, und des Krankenabendmahls (Artikel 20) wurde geregelt. Die Heiligenverehrung wurde verboten und damit die Zahl der Feiertage reduziert (Artikel 9). Sollte trotzdem jemand an einem dieser ehemaligen Festtage zur Kirche kommen und das Abendmahl verlangen, sollte der Priester ihn belehren, dass man direkt zu Gott beten solle, und dann mit ihm die Messe feiern. Da die Priester selbst nur kurzen Unterricht in der lutherischen Lehre erhalten hatten, sollten sie sich für ihre Predigten an Martin Luthers Postillen orientieren. Die Predigtsprache musste dabei nicht ausdrücklich vorgeschrieben werden, da bereits vorher in der Volkssprache gepredigt worden war. Um die Gemeinde mit der neuen Lehre bekanntzumachen, sollte der Pastor nach der Predigt Abschnitte aus dem kleinen Katechismus vortragen und mehrmals im Jahr über die einzelnen Abschnitte predigen (Artikel 12). Der letzte Artikel verbot den Priestern heimliche Eheschließungen ohne Zustimmung der Eltern der Brautleute.
Über den Gottesdienst hinaus betrafen einige wenige Artikel die Amtsführung der Priester: Der Zölibat wurde aufgehoben. Die Priester sollten sich so schnell wie möglich verheiraten (Artikel 14). Um ihren Lebenswandel, ihre Amtsführung und die Finanzen der Kirchspiele zu kontrollieren, sollten regelmäßige Visitationen stattfinden (Artikel 15). Diese sollten die Pröpste der einzelnen Harden durchführen. Die Lateinschulen, in denen der Pastorennachwuchs ausgebildet werden sollte und deren Neuordnung in den etwas späteren Kirchenordnungen von Johannes Bugenhagen eine große Rolle spielte, sind im Artikel 6 nur kurz genannt: Die Prediger sollten von den Schulen in Hadersleben und Ribe berufen werden, je nachdem welche näher am jeweiligen Kirchspiel lag.
Luther hatte mit seinen Schriften Von Ordnung Gottesdiensts in der Gemeine (1523), Formula missae et communionis (1523) und seiner Deutschen Messe (1526) Vorlagen geliefert, die in veränderter Form auch in die Haderslebener Artikel aufgenommen wurden.

## Folgen – Reformation in Dänemark und Schleswig-Holstein
Der altgläubige Adel im Königreich Dänemark verfolgte die Vorgänge im Amt Hadersleben argwöhnisch, umso mehr, als Friedrich I. in den folgenden Jahren die lutherische Predigt und teilweise gewaltsame Auflösung der Bettelordenklöster in den Städten seines gesamten Herrschaftsgebietes duldete oder sogar förderte. Nach dem Tod des Königs am 10. April 1533 verweigerte der Adel daher Herzog Christian die Wahl zum König. Erst der Ausbruch der Grafenfehde zwang den Reichsrat, Christian III. am 10. August 1534 nach dessen Bedingungen zu wählen. Nur wenige Tage nach der Kapitulation Kopenhagens, die den Krieg am 6. August 1536 beendete, ließ der König am 12. August 1536 drei widerständige Bischöfe verhaften und die Einführung der Reformation verkünden. Die bischöflichen Rechte und ihr Besitz fielen an die Krone. Wie zuvor in Haderleben wurden anstelle der Bischöfe Superintendenten eingesetzt, die nur rein kirchliche Befugnisse hatten. In den folgenden Jahren wurden die meisten verbliebenen Klöster aufgelöst und zumindest an den Stadtkirchen evangelische Prediger eingesetzt. Die von Johannes Bugenhagen ausgearbeitete Kirchenordnung für das Königreich Dänemark wurde 1539 erlassen. Dass die Herrschaft über die Kirche fast gänzlich in weltliche Hände übergegangen war, führte dazu, dass sich nicht nur die Krone am Besitz der Klöster und Bischöfe bereicherte, sondern auch die zu Kirchenpatronen gewordenen königlichen Lehnsmänner die Dorfkirchen ausplünderten und die für den Unterhalt von Kirchengebäuden, Pastoren und Schulen gedachten Abgaben selbst einkassierten.
In den Herzogtümern waren die meisten Klöster bereits unter Friedrich aufgelöst worden. Mit der Einführung der ebenfalls von Bugenhagen verfassten Ordnung für Schleswig und Holstein wartete Christian III. jedoch bis zum Tod von Gottschalk von Ahlefeldt, dem letzten katholischen Bischof von Schleswig, der ihm als treuer Berater gedient und sich der Durchführung der Reformation nicht widersetzt hatte. 1542 wurde die Christlyke Kercken Ordeninge, de yn den Fürstendömen, Schleszwig Holsten etc. schal geholden werden auf dem Landtag in Rendsburg von den Ständen angenommen.